# East Berlin Bay
East Berlin Bay (do 6 grudnia 1974 Puddingpan Bay) – zatoka (ang. bay) w kanadyjskiej prowincji Nowa Szkocja, w hrabstwie Queens, na północny wschód od miejscowości Liverpool; nazwa Puddingpan Bay urzędowo zatwierdzona 19 stycznia 1956.